# Honikop, Savanur
Honikop là một làng thuộc tehsil Savanur, huyện Haveri, bang Karnataka, Ấn Độ.